# 쥐며느리쌀쥐
쥐며느리쌀쥐(Hylaeamys oniscus)는 비단털쥐과 큰머리쌀쥐속에 속하는 설치류의 일종이다. 이전에는 학명 Oryzomys oniscus로 쌀쥐속으로 분류했다. 브라질 북동부 지역에서만 발견된다. 근연종은 브라질 남부에서 발견되는 대서양림쌀쥐이고, 두 종을 같은 종으로 분류하기도 한다.